# Кевін Міральяс
Ке́він Міра́льяс (фр. Kevin Mirallas, нар. 5 жовтня 1987, Льєж, Бельгія) — бельгійський футболіст, нападник збірної Бельгії та англійського «Евертона», який на правах оренди виступає за грецький «Олімпіакос». Чемпіон Греції (2011, 2012), найкращий бомбардир грецького чемпіонату (2012).

## Клубна кар'єра
Вихованець футбольної школи клубу «Стандард» (Льєж).
У дорослому футболі дебютував 2004 року виступами за команду клубу «Лілль», в якій провів чотири сезони, взявши участь у 76 матчах чемпіонату.
Своєю грою за цю команду привернув увагу представників тренерського штабу клубу «Сент-Етьєн», до складу якого приєднався 2008 року. Відіграв за команду з Сент-Етьєна наступні два сезони своєї ігрової кар'єри. Більшість часу, проведеного у складі «Сент-Етьєна», був основним гравцем атакувальної ланки команди.
До складу клубу «Олімпіакос» приєднався 2010 року. Протягом наступних двох сезонів відіграв за клуб з Пірея 42 матчі в національному чемпіонаті, в яких забив 23 голи.
Результативний форвард зацікавив керівництво англійського «Евертона», до складу якого гравець перейшов у 2012 році.
Кевін Міральяс закінчив професійну футбольну кар'єру 1 вересня 2023 року у віці 35 років. Його останнім клубом був кіпрський АЕЛ Лімасол, де він грав у сезоні 2022-2023.
Після завершення кар'єри футболіста Міральяс не залишив футбол: спочатку він став технічним директором бельгійського клубу Ендрахт Аалст, а з листопада 2024 року обіймає посаду тренера нападників в клубі Юніон Сент-Жілуаз.

## Виступи за збірну
2007 року дебютував в офіційних матчах у складі національної збірної Бельгії. Наразі провів у формі головної команди країни 34 матчі, забивши 7 голів.

## Досягнення
Клубні
- Чемпіон Греції: «Олімпіакос» 2010-11, 2011-12
- Володар кубка Греції: «Олімпіакос» 2012

Особисті
- Найкращий бомбардир Альфа Етнікі: 2012